# Julia Etulain
Julia Etulain es una bióloga argentina, ganadora de un premio L'Oréal UNESCO a Mujeres en Ciencia en 2017 en la categoría de talentos emergentes por su labor investigativa sobre el plasma rico en plaquetas o PRP y su optimización en medicina regenerativa, convirtiéndose en la primera científica argentina en obtener este reconocimiento.

## Biografía

### Formación académica
Etulain nació en la localidad argentina de Temperley en 1984. En 2003 ingresó en la Facultad de Ciencias Exactas y Naturales de la Universidad de Buenos Aires para cursar una Licenciatura en Ciencias Biológicas, graduándose en 2008. Un año más tarde comenzó un Doctorado en Hematología en la Facultad de Farmacia y Bioquímica de la misma institución y finalizó en el año 2013. Realizó su estancia posdoctoral en el Hospital Infantil de Boston en asociación con la Escuela de Medicina de Harvard.

### Carrera
En el 2014, Etulain se vinculó profesionalmente con el Consejo Nacional de Investigaciones Científicas y Técnicas (CONICET), inicialmente como becaria posdoctoral y más adelante como investigadora asistente. En 2017 fue galardonada con un Premio L'Oréal UNESCO a Mujeres en Ciencia en la categoría de talentos emergentes por su labor investigativa sobre el plasma rico en plaquetas o PRP, que es un material biológico autólogo que se obtiene de la misma sangre del paciente. El principal objetivo de su proyecto de investigación es que el tratamiento con PRP pueda ser realizado en hospitales públicos de su país natal para su uso en la medicina regenerativa, y que pueda convertirse en un método de rutina en un futuro cercano.

## Premios y reconocimientos
- 2017 - Premio L'Oréal UNESCO a Mujeres en Ciencia en la categoría de talentos emergentes.[8]